# Oithona brevicornis
Oithona brevicornis är en kräftdjursart som beskrevs av Giesbrecht 1891. Oithona brevicornis ingår i släktet Oithona och familjen Oithonidae. Inga underarter finns listade i Catalogue of Life.